# Taksonomia Blooma
Taksonomia Blooma jest to klasyfikacja celów nauczania w edukacji autorstwa Benjamina Blooma. Określa różne kategorie celów, jakie nauczyciele stawiają uczniom. Taksonomia ta po raz pierwszy zaprezentowana została w 1956 roku w publikacji Taksonomia celów kształcenia, klasyfikacja celów edukacji, Podręcznik I: Sfera poznawcza. Publikacja uważana jest za podstawowe i niezbędne dzieło z zakresu szkolnictwa.
Wiele mitów wzrosło wokół taksonomii, prawdopodobnie z powodu ludzi, którzy informacje o niej czerpali z drugiej ręki. Sam Bloom wypowiedział się o podręczniku w ten sposób: jedna z najczęściej cytowanych, ale najrzadziej czytanych książek w amerykańskiej edukacji.

## Sfery
Kluczem do zrozumienia taksonomii, jej zmian i uzupełnień na przestrzeni lat jest świadomość faktu, że oryginalny podręcznik dotyczył wyłącznie jednej z trzech sfer. Jednocześnie pojawiły się oczekiwania, że dodatkowy materiał wypracuje inne dziedziny. Bloom rozważył podjęcie takiej próby, co oświadczył w notatce z 1971 r.: Idealnie byłoby, gdyby każda dziedzina posiadała własną taksonomię stworzoną we właściwym jej języku, bardziej szczegółową, zawierającą słownictwo wypracowane przez jej ekspertów, odzwierciedlającą właściwe jej podziały i poziomy kształcenia, z możliwymi nowymi kategoriami, ich kombinacjami oraz odpowiednimi pominięciami.
Taksonomia Blooma dzieli się na trzy sfery celów: poznawczą, afektywną i psychomotoryczną. Nauka na wyższych poziomach zależna jest od osiągnięcia wiedzy i umiejętności na niższych poziomach. Celem taksonomii Blooma jest motywowanie nauczycieli do koncentrowania się na wszystkich trzech dziedzinach, tworzących holistyczną (całościową) formę kształcenia.

### Sfera poznawcza (kognitywna)
Umiejętności poznawcze koncentrują się wokół wiedzy, rozumienia i krytycznego myślenia. Wyróżniamy tu sześć poziomów:

#### 1. Wiedza
Wyodrębnianie z pamięci wcześniej wyuczonego materiału poprzez przypominanie faktów, terminów, podstawowych pojęć i odpowiedzi.
- Znajomość specyfiki – terminologia, konkretne fakty.
- Znajomość sposobów i metod postępowania – konwencje, trendy i sekwencje (następstwa), klasyfikacje i kategorie, kryteria, metodologia.
- Wiedza o pojęciach ogólnych i abstrakcyjnych na danym obszarze – zasady i uogólnienia, teorie i struktury.

Pytania typu: Jakie korzyści zdrowotne wynikają z jedzenia jabłek?

#### 2. Rozumienie
Ukazywanie rozumienia faktów poprzez porządkowanie, porównywanie, tłumaczenie, interpretowanie, opisywanie oraz ustalanie głównych idei.
- Tłumaczenie
- Interpretacja
- Wnioskowanie

Pytania typu: Porównaj korzyści zdrowotne z jedzenia jabłek i pomarańczy.

#### 3. Zastosowanie
Rozwiązywanie problemów w nowych sytuacjach poprzez zastosowanie nabytej wiedzy, faktów, technik i zasad w inny sposób.
Pytania typu: Jakiego rodzaju jabłka są najlepsze do pieczenia ciasta, i dlaczego?

#### 4. Analiza
Analiza informacji i ich podział na części poprzez rozpoznawanie motywów lub przyczyn. Wyprowadzanie wniosków i dowodów na poparcie twierdzeń.
- Analiza elementów
- Analiza relacji między elementami
- Analiza zasad organizacyjnych

Pytania typu: Wymień cztery dania przyrządzane z jabłek i wyjaśnij, które z nich ma największe korzyści zdrowotne. Dostarcz argumentów, by uzasadnić swoje zdanie.

#### 5. Synteza
Zestawianie wszystkich informacji w innowacyjny sposób poprzez łączenie elementów w nowe struktury lub proponowanie alternatywnych rozwiązań.
- Tworzenie unikalnej komunikacji
- Tworzenie planu lub proponowanie zestawów działań
- Wyprowadzenie zbioru abstrakcyjnych relacji

Pytania typu: Przekształć „niezdrowy” przepis na jabłecznik na „zdrowy”, zastępując wybrane składniki. Wyjaśnij korzyści zdrowotne wynikające z zastosowania wybranych składników zamiast poprzednich.

#### 6. Ewaluacja (Ocena)
Przedstawianie i obrona opinii poprzez wyrażanie sądów o słuszności pomysłów lub jakości pracy w oparciu o założone cele.
- Ocena w zakresie kryteriów wewnętrznych
- Ocena w zakresie kryteriów zewnętrznych

Pytania typu: Czy uważasz, że podawanie dzieciom szarlotki jako przekąski po szkole jest zdrowe? Uzasadnij.
Niektórzy krytycy taksonomii Blooma w sferze poznawczej aprobują istnienie tych sześciu kategorii, ale kwestionują ich kolejność. Ponadto, zmienione wydanie taksonomii Blooma przeniosło Syntezę na stopień wyższy niż Ewaluację. Niektórzy uważają, że trzy najniższe poziomy są uporządkowane hierarchicznie, natomiast trzy kolejne – równolegle. Inni natomiast twierdzą, że czasami lepiej jest przejść do Aplikacji przed wprowadzeniem pojęć. Takie myślenie wydaje się odnosić do sposobu uczenia się skoncentrowanego na problemie.

### Sfera emocjonalna (uczuciowa, afektywna)
Umiejętności w sferze uczuciowej opisują sposób, w jaki ludzie reagują emocjonalnie, oraz ich zdolność do odczuwania bólu i radości innych (empatii). Cele afektywne zwykle prowadzą do wzrostu świadomości postaw, emocji i uczuć. Rozróżniamy pięć poziomów w sferze uczuciowej:

#### 1. Postrzeganie
Najniższy poziom, uwaga ucznia jest bierna. Bez tego poziomu uczenie się nie może wystąpić.

#### 2. Odpowiadanie (Reakcja)
Uczeń aktywnie uczestniczy w procesie uczenia się, nie tylko odbiera bodziec, ale również na niego reaguje.

#### 3. Wartościowanie
Uczeń określa wartość obiektu, zjawiska lub informacji.

#### 4. Organizowanie
Uczeń potrafi zestawić różne wartości, informacje oraz pomysły i ulokować je we własnym schemacie; porównywanie, odnoszenie i opracowanie tego, co się umie.

#### 5. Charakteryzowanie (Opisywanie)
Pewna dominująca cecha ucznia wywiera wpływ na jego zachowanie i staje się dla niego charakterystyczna.

### Sfera psychomotoryczna
Umiejętności w sferze psychomotorycznej opisują zdolność do manipulacji fizycznej narzędziem lub instrumentem, jak ręka lub młotek. Cele psychomotoryczne zwykle koncentrują się na zmianach i rozwoju zachowań oraz umiejętności.
Bloom i jego koledzy nie stworzyli podkategorii dla umiejętności w dziedzinie psychoruchowej, ale od tego czasu inni nauczyciele konstruowali własne taksonomie. Elizabeth Simpson (1972) wykreowała taką taksonomię, która przyczynia się do wyjaśnienia zachowań typowych dla uczniów i sportowców wyczynowych. Proponowane przez nią poziomy to:

#### 1.Percepcja (postrzeganie)
Możliwość wykorzystania bodźców sensorycznych do prowadzenia aktywności ruchowej.

#### 2.Postawa
Gotowość do działania. Obejmuje stan umysłowy, fizyczny i emocjonalny. To trzy dyspozycje, które predestynują reakcje osoby na różne sytuacje (nastawienie, sposób myślenia).

#### 3.Reagowanie kierowane
Wczesne etapy uczenia się złożonych umiejętności, które obejmują naśladownictwo, próby i błędy. Efektywność uzyskuje się poprzez praktykę.

#### 4.Mechanizm
Jest to pośredni etap uczenia się złożonych umiejętności. Wyuczone reakcje stają się przyzwyczajeniem, a ruchy są wykonywane sprawnie, z pewnością siebie.

#### 5.Jawne reagowanie kompleksowe
Umiejętne wykonywanie czynności mechanicznych, które wymagają skomplikowanych wzorów ruchu. Sprawność jest sygnalizowana przez szybkie, dokładne i wysoce skoordynowane odtwarzanie, wymagające minimum energii. Ta kategoria obejmuje wykonywanie ruchów bez wahania.

#### 6.Adaptacja (przystosowanie)
Umiejętności są dobrze rozwinięte. Jednostka może modyfikować wzorce ruchu, dopasowując je do wymagań.

#### 7.Oryginalność
Tworzenie nowych wzorców ruchowych w celu dopasowania ich do danej sytuacji lub konkretnego problemu. Efekty kształcenia podkreślają kreatywność opartą na wysoko rozwiniętych umiejętnościach.